# 日本パドルテニス協会
一般社団法人日本パドルテニス協会（にほんパドルテニスきょうかい、英: National Paddle Tennis Association of Japan）は、日本におけるパドルテニス競技を統括し、パドルテニスの普及や全国パドルテニス大会の開催を通じて、レクリエーション競技等を促進するために活動する団体。公益財団法人日本レクリエーション協会に加盟している。

## 事業内容
- パドルテニス大会の開催
- パドルテニス講習会の開催
- パドルテニスの技術等級及び指導員資格の付与

## 主要大会
- 全国パドルテニス大会（全国大会）
- パドルテニスオープン大会（地域交流大会）

## 加盟団体
- 埼玉県パドルテニス協会など50以上の団体・サークルが加盟している[1]。

## 所在地
- 神奈川県相模原市南区鵜野森1-38-1-A302